# غاري هوفر
غاري هوفر (بالإنجليزية: Gary Hoover)‏ هو مسير أعمال أمريكي، ولد في 19 مارس 1951 في لافاييت في الولايات المتحدة.